# 장사동 (속초시)
장사동(章沙洞)은 대한민국 강원특별자치도 속초시의 법정동이다. 행정동 영랑동 중 영랑호 및 그 이북 지역이다. 영랑동 주민센터는 법정동 장사동 지역에 있다.

## 연혁
- 1919년 이전 : 간성군에 속함, 토성면 장사리·사천리.
- 1919년 : 간성군 토성면에서 양양군 토성면으로 편입.
- 1951년 : 대한민국이 수복하여 장사리·사천리가 군정행정상 속초읍에 편입[1]
- 1954년 : 수복지구임시행정조치법에 장천리와 사천리의 속초읍 편입이 반영되지 않아 양양군 토성면으로 환원
- 1963년 1월 1일 : 양양군 속초읍 일원을 관할로 속초시가 설치됨과 함께 고성군으로 환원
- 1973년 7월 1일 : 고성군 토성면 장천리와 사진리가 속초시로 편입되었다.[2]
- 1990년 4월 1일 : 법정동 사진동, 장천동이 장사동으로 통합되었다.[3]
- 1998년 10월 17일 : 행정동 통·폐합으로 행정동 장사동이 폐지되었다.[4]

## 교육
- 속초청해학교
- 속초고등학교

## 문화
- 영랑호

## 언론
- 강원극동방송

## 관광
- 한화리조트 설악